# Pioneer H
Pioneer H era una missione spaziale senza equipaggio designata per l'esplorazione del pianeta Giove che era parte del programma Pioneer degli Stati Uniti ed era in progetto di lanciarla nel 1974. Quando questa missione spaziale fu per la prima volta concepita prese il nome di Pioneer 12, nome che in seguito fu affidato al Pioneer Venus Orbiter.

## Le cause dell'annullamento
La gestione NASA presente al momento dello sviluppo della missione non l'ha mai approvata per motivi di budget. Il compito che gli USA avevano affidato a questa sonda era di mappare meglio il campo magnetico di Giove, scattare nuove fotografie e dedicare un furtivo studio dell'atmosfera per poi lanciarsi fuori dal sistema solare. Il compito della sonda fu poi riproposto, in parte dalla sonda Ulysses dell'ESA, che fu lanciata nel 1990. Attualmente, la sonda (dopo la rimozione degli RTG) si trova esposta al National Air and Space Museum di Washington.